# La Unión (Olancho)
La Unión é uma cidade hondurenha do departamento de Olancho.